# 摩納哥駐外機構列表

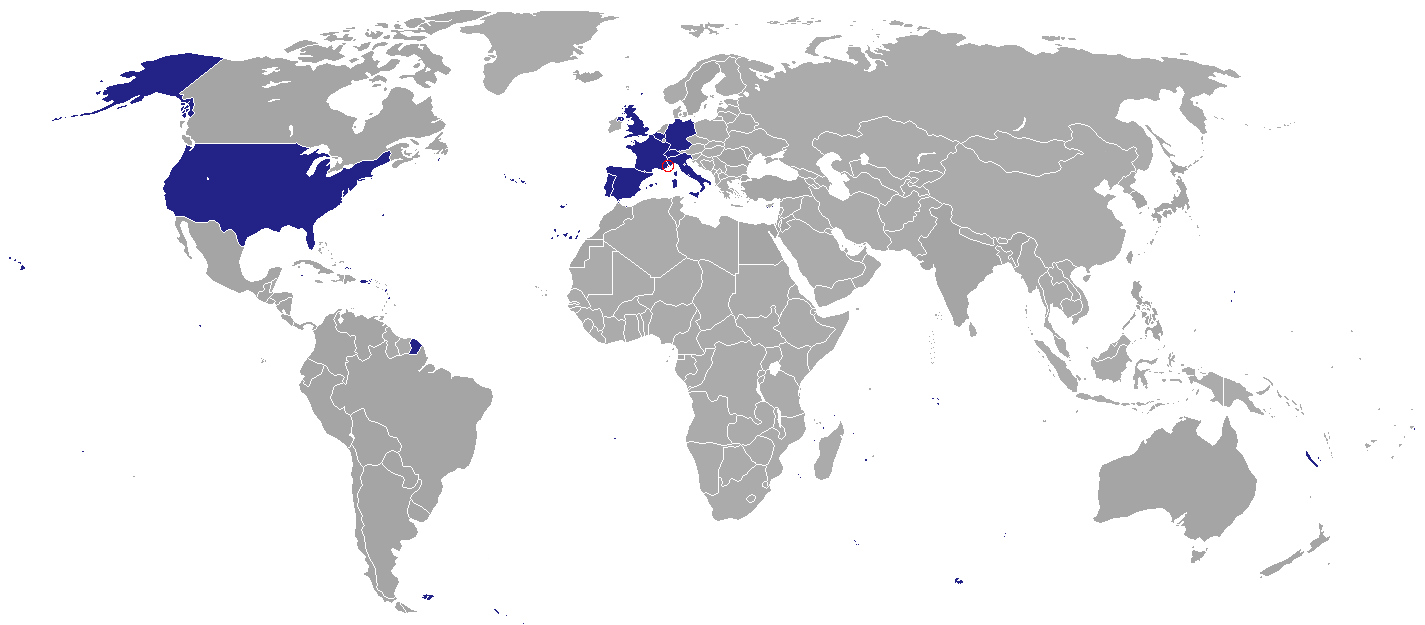
摩納哥駐外機構分佈圖

本列表列出摩納哥駐外機構

## 美洲
- 美国
  - 華盛頓特區（大使館）
  - 紐約（總領事館）

## 歐洲
- 比利时
  - 布魯塞爾（大使館）
- 法國
  - 巴黎（大使館）
- 德国
  - 柏林（大使館）
- 聖座
  - 羅馬（大使館）[note 1]
- 義大利
  - 羅馬（大使館）
- 葡萄牙
  - 里斯本（大使館）
- 西班牙
  - 馬德里（大使館）
- 瑞士
  - 伯爾尼（大使館）
- 英国
  - 倫敦（大使館）

## 國際組織
- 布魯塞爾 （常駐歐盟代表團）
- 紐約 （常駐聯合國代表團）
- 巴黎 （常駐聯合國教科文組織及法語國家組織代表團）
- 維也納 （常駐聯合國維也納辦事處及歐安組織代表團）